# Emació (fill de Titonos)
Segons la mitologia grega, Emació (en grec antic Ἠμαθίων) va ser un rei d'Etiòpia, fill de Titonos i d'Eos. El seu germà Mèmnon li cedí la part occidental del país. Apol·lodor explica que quan Hèracles va passar per Etiòpia anant cap el jardí de les Hespèrides, va matar Emació, que li havia volgut impedir el pas.